# Тортымка
То́ртымка — река в России, протекает по Кезскому и Дебёсскому районам Удмуртии. Устье реки находится в 9,6 км по правому берегу Пыхты. Длина реки составляет 18 км.
Исток расположен в километре к северу от села Верхний Тортым Кезского района. В среднем течении перетекает в Дебёсский район. Генеральное направление течения — юг, в низовьях — юго-восток. Впадает в Пыхту севернее деревни Комары.
По берегам произрастает густой лес. В нижней части берега заболочены. Есть несколько небольших безымянных притоков. На реке стоят деревни Тортым и Верхний Тортым.

## Данные водного реестра
По данным государственного водного реестра России относится к Камскому бассейновому округу, водохозяйственный участок реки — Чепца от истока до устья, речной подбассейн реки Вятка. Речной бассейн реки — Кама.
Код объекта в государственном водном реестре — 10010300112111100032424.